# Nekonvenční konflikt
Nekonvenční konflikt je takový konflikt, kdy jsou použity nekonvenční zbraně a prostředky. Jedná se opak klasického konvenčního válečného konfliktu, kde se používají běžné válečné prostředky, technika a taktika. 
Nekonvenční konflikty mohou být například teroristické útoky nebo použití jaderných, biologických, bakteriologických a dalších zbraní hromadného ničení. Nekonvenční konflikty mají vždy zničující důsledky pro obě válčící strany (samozřejmě větší pro civilní obyvatelstvo než v normálním ozbrojeném střetu) a je proti nim obtížné se efektivně bránit.